# چیکائی موکائی
چیکائی موکائی (به انگلیسی: Chiaki Mukai) فضانورد اهل کشور ژاپن است که در ۶ مهٔ ۱۹۵۲ میلادی در تاته‌بایاشی، گونما زاده شد. وی در مأموریت اس‌تی‌اس-۶۵، اس‌تی‌اس-۹۵ حضور داشته‌است.